# Jordanisches Nationalmuseum

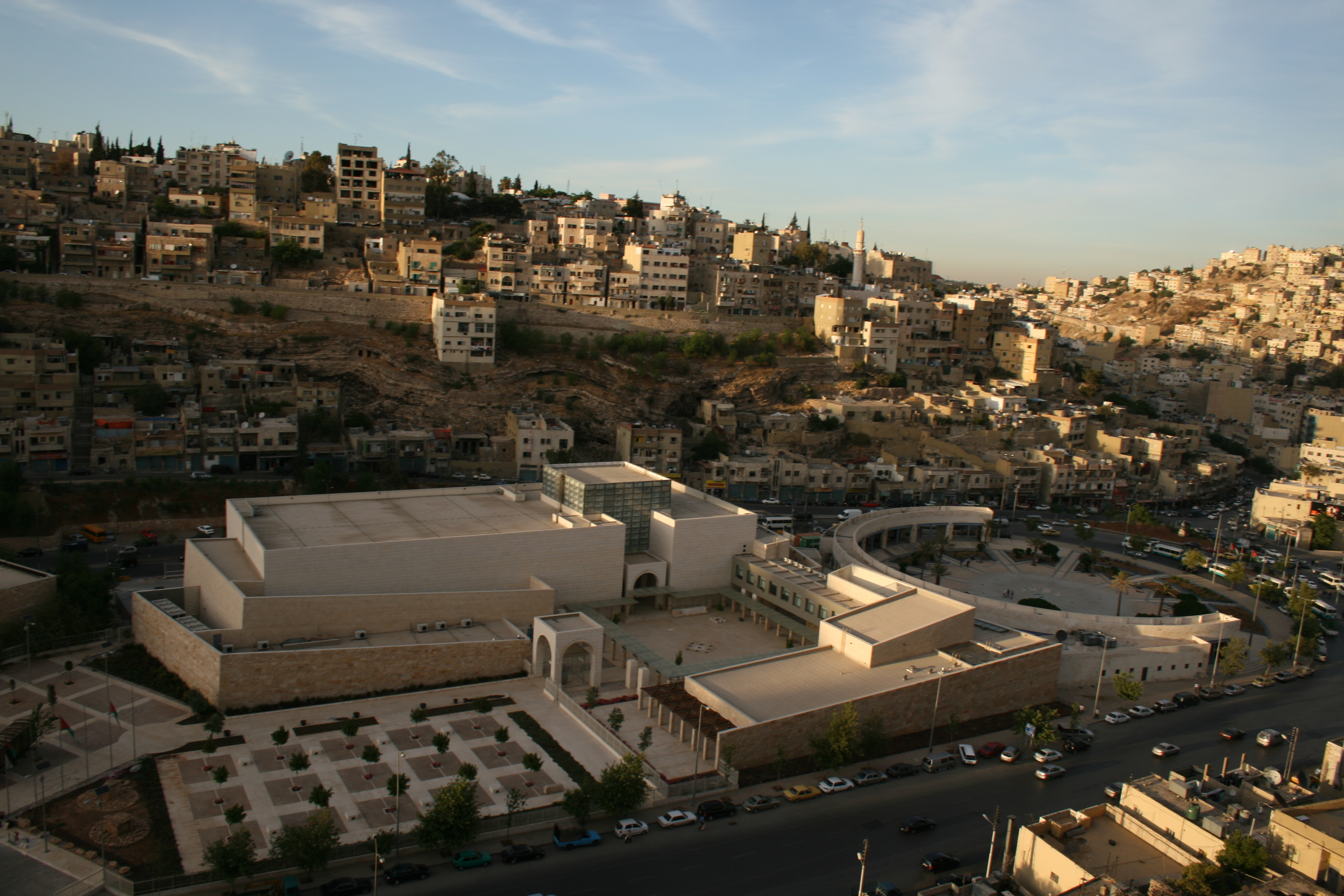
Das Jordanische Museum in Amman

Das Jordanische Museum (engl. Jordan Museum; arabisch متحف الأردن, DMG Matḥaf al-Urdunn) ist das größte Museum Jordaniens. Es befindet sich im Stadtteil Ras al-Ein von Amman und beherbergt die wichtigsten archäologischen Fundstücke des Landes.

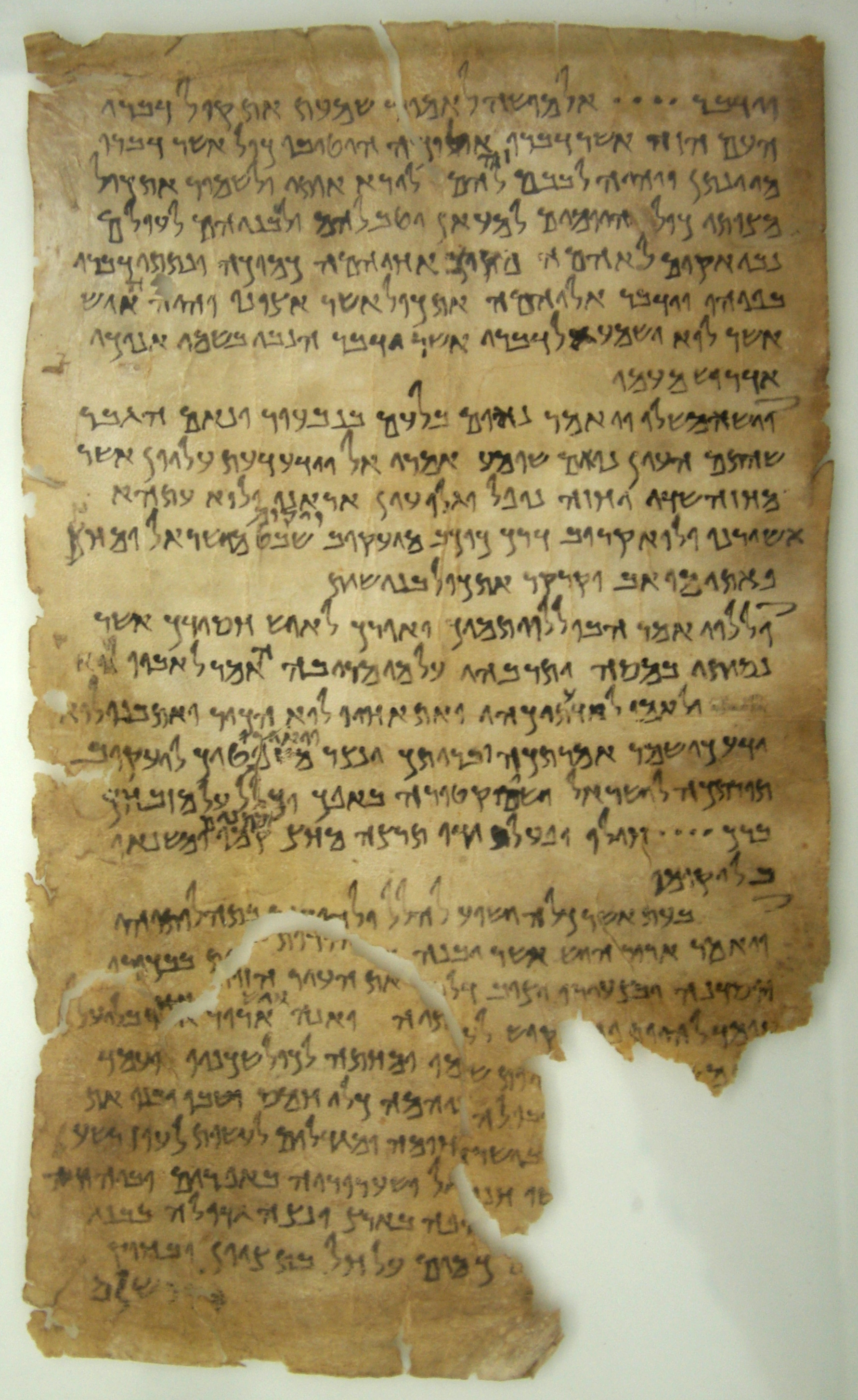
Testimonia von Qumran

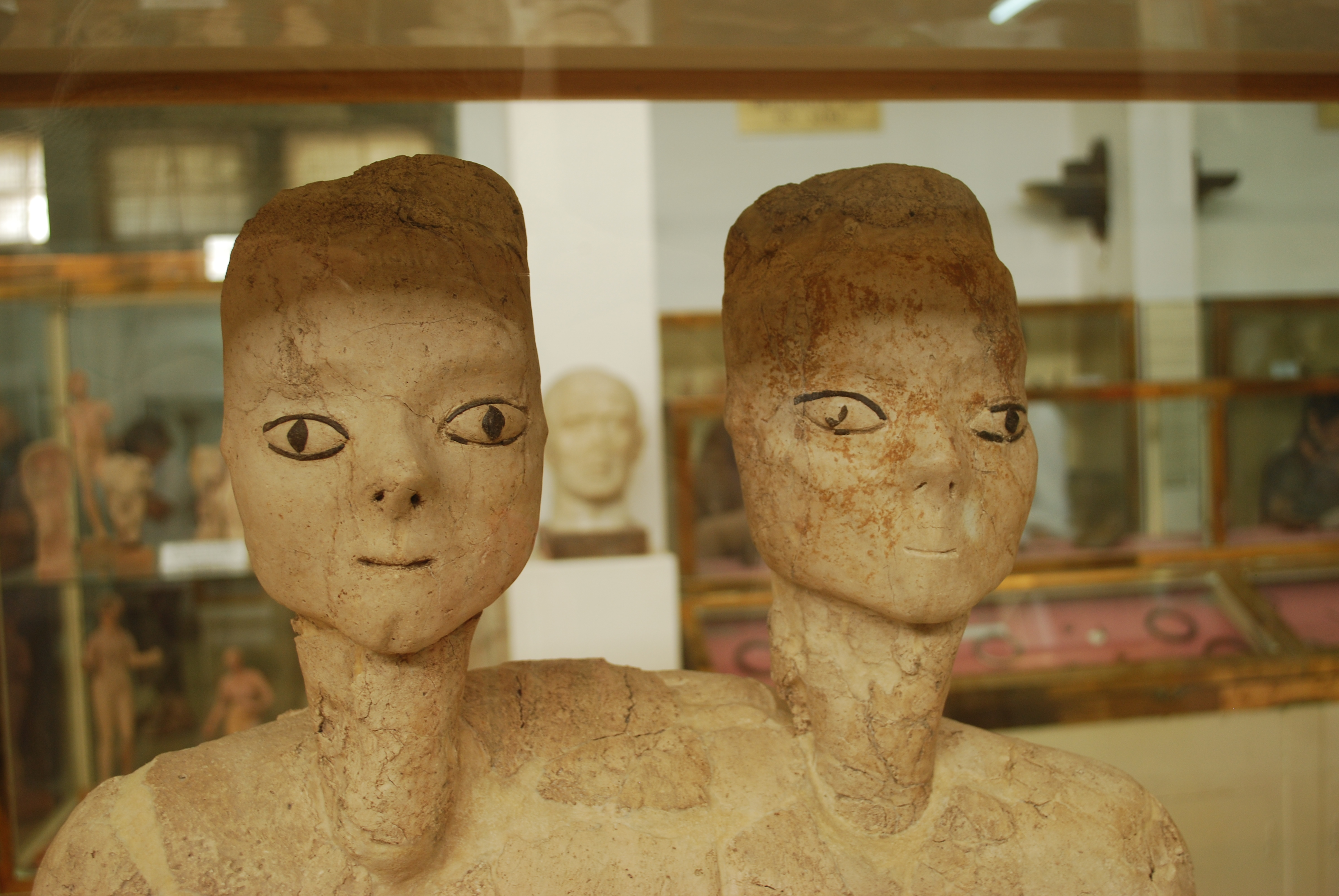
Doppeköpfige Statue aus ʿAin Ghazal, zwischen 8000 und 6000 v. Chr., vermutlich die ältesten der Welt

Das Museum wurde 2014 eröffnet. Zuvor war ein Teil der Exponate im Archäologischen Museum in Amman zu sehen.
Das Museum besitzt eine Bibliothek, Lesesäle, eine konservatorische Abteilung und einen Bereich für Kinder und Jugendliche.

## Abteilungen

### Jordanische Archäologie
Die größte Abteilung im Museum repräsentiert die Geschichte und Kultur Jordaniens von der Steinzeit bis zu den islamischen Epochen einschließlich der Raschiden und dem Osmanischen Reich.
Die Ausstellung enthält unter anderem:
- archäologische Artefakte als Leihgaben aus dem Department of Antiquities (DoA).
- eins-zu-eins-Rekonstruktionen einiger wichtiger Elemente aus verschiedenen archäologischen Stätten, wie eine Zuckermühle aus dem Jordantal und das Tor von Ayla (erste islamische Stadt beim heutigen Akaba)
- interaktive Geräte und Filme zu ausgewählten Themen wie umayyadische Wüstenschlösser.

Die Sammlungen enthalten Alltagsgegenstände wie Feuerstein-, Glas-, Metall- oder Keramikgefäße ebenso wie Statuen, Schmuck und andere Kunstgegenstände.
Zu den herausragenden Ausstellungsstücken des Museums zählen die ʿAin-Ghazal-Statuen, die zu den ältesten Zeugnissen menschlicher Kultur dieser Art zählen, eine Kopie der Mescha-Stele sowie vier Sarkophage aus der Eisenzeit und einige der Schriftrollen vom Toten Meer, darunter die Kupferrolle von Qumran.

### Modernes Jordanien
Die Abteilung Modernes Jordanien repräsentiert die Geschichte Jordaniens von der Nahda-Bewegung über die Hedschasbahn zur Gründung des Emirats und des Königreichs bis zur Gegenwart. Die Ausstellung stellt die Entwicklung des modernen Jordanien dar mit Blick auf die Mandatszeit, die Unabhängigkeit, Bildung, Gesundheit, soziales Leben und andere Seiten des zeitgenössischen Jordanien.

### Lebendige Geschichte
Die Abteilung zu Jordaniens lebendiger Geschichte gibt Einblicke in die städtischen, ländlichen und beduinischen Lebensweisen. Sie zielt darauf ab, die heutige jordanische Jugend mit ihrem historischen Erbe zu verbinden, wobei die verschiedenen Kulturen Jordaniens und die umweltfreundlichen traditionellen Techniken hervorgehoben werden.
Die Ausstellung beherbergt Elemente der folgenden jordanischen Kulturen:
- Die Kultur der Wüste (Bedu) wird durch ein Beduinenzelt in der Außenanlage des Museums dargestellt.
- Die Kultur der Dörfer ist durch ein Dorfhaus vertreten.
- Die Kultur der Städte wird durch drei städtische Läden repräsentiert.

Die Sammlung zeigt Gegenstände des täglichen Lebens aus dem neunzehnten und frühen zwanzigsten Jahrhundert, zum Beispiel Trachten der verschiedenen Gebiete in Jordanien oder Utensilien für die Zubereitung von Speisen, Brot und Kaffee.